# Сарата-Галбенэ
Сарата-Галбенэ (рум. Sărata-Galbenă) — село в Хынчештском районе Молдавии. Является административным центром коммуны Сарата-Галбенэ, включающей также сёла Братьяновка, Карпинянка, Королёвка и Валя-Флорий.

## География
Село расположено на высоте 96 метров над уровнем моря.

## Население
По данным переписи населения 2004 года, в селе Сэрата-Галбенэ проживает 4790 человек (2371 мужчина, 2419 женщин).
Этнический состав села:
| Национальность | Число жителей | Процентный состав |
| -------------- | ------------- | ----------------- |
| молдаване      | 3536          | 73.82             |
| украинцы       | 1169          | 24.41             |
| русские        | 36            | 0.75              |
| цыгане         | 19            | 0.4               |
| румыны         | 10            | 0.21              |
| болгары        | 10            | 0.21              |
| гагаузы        | 2             | 0.04              |
| поляки         | 1             | 0.02              |
| прочие         | 7             | 0.15              |
| Всего          | 4790          | 100%              |

## Экономика
- После обретения независимости Республики Молдова, распалась и система колхозов. В селе Сэрата-Галбенэ сохранилась система коллективного хозяйства по сей день, во многом благодаря последнему председателю и депутату первого парламента Якоб Негру. Он один из немногих который сумел сохранить общее имущество и выращивать пшеницу для Республики.